# Zearing
Zearing é uma cidade localizada no estado americano de Iowa, no Condado de Story.

## Demografia
Segundo o censo americano de 2000, a sua população era de 617 habitantes.
Em 2006, foi estimada uma população de 545, um decréscimo de 72 (-11.7%).

## Geografia
De acordo com o United States Census Bureau tem uma área de
1,9 km², dos quais 1,9 km² cobertos por terra e 0,0 km² cobertos por água. Zearing localiza-se a aproximadamente 322 m acima do nível do mar.

## Localidades na vizinhança
O diagrama seguinte representa as localidades num raio de 20 km ao redor de Zearing.